# Haartransplantation

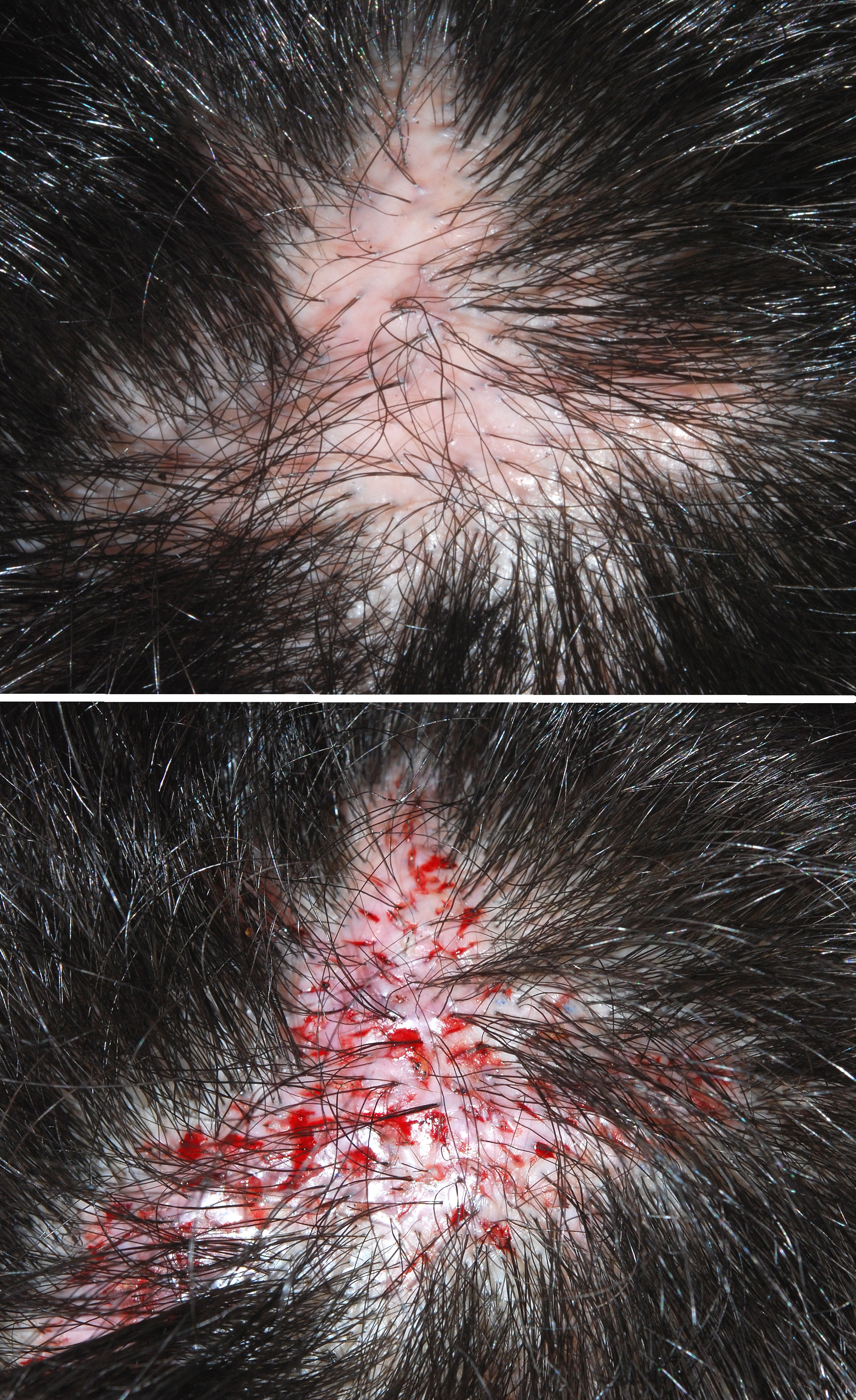
Vor und nach Haartransplantation (Mini-/Micrografts-Methode)

Die Haartransplantation oder auch Haarverpflanzung bezeichnet die Verpflanzung von Körperhaar. Haartransplantationen kommen vor allem bei Haarausfall zur Anwendung, sowohl bei Männern als auch bei Frauen. Der Eingriff wird – insbesondere bei Männern – als emotional besetztes Thema gesellschaftlich diskutiert.

## Geschichte
Seit dem 18. Jahrhundert wird von – unterschiedlich erfolgreichen – Versetzungen behaarter Hautteile bei Tieren und Menschen berichtet. Als erste Arbeit zur Haartransplantation gilt die 1822 erschienene Dissertation des deutschen Mediziners Johann Friedrich Dieffenbach.
Bis zum 20. Jahrhundert gab es diesbezüglich keine bedeutenden Weiterentwicklungen. 1939 beschrieb erstmals der japanische Arzt Shōji Okuda (奥田 庄二) die Durchschlagstechnik (Punchtechnik) in der Haarversetzung.
Er benutzte kleine Durchschläge (engl. punches), um behaarte Hautteile in andere Bereiche der Kopfhaut sowie in Augenbrauen und Schnurrbärte zu verpflanzen. Die verpflanzten behaarten Hautteile produzierten auch in ihrer neuen Position erfolgreich Haare. Allerdings sah Okuda diese Vorgehensweise nur für Brandopfer vor. Er dachte noch nicht an die Möglichkeit, seine Technik gegen den weitverbreiteten androgenetischen Haarausfall einzusetzen, der auch als erblich bedingter Haarausfall bezeichnet wird.
In den 1960er Jahren wurden die Techniken durch Norman Orentreich wesentlich erweitert. 1986 stellte der Münchener Arzt Manfred Lucas auf dem VII. International Congress of Dermatologic Surgery in London die flächendeckende Behandlung mit Mini- bzw. Micrografts vor und war damit weltweit einer der Ersten, die dieses Verfahren propagierten.
Die neueste Methode, die Entnahme einzelner Haarfollikel, wurde erstmals vom Japaner Masumi Inaba beschrieben. Diese Methode wurde 2002 von William R. Rassman verfeinert und Follicular Unit Extraction genannt.
Die verschiedenen Techniken unterscheiden sich stark, wobei vergleichende kontrollierte Studien weitgehend fehlen. Für ein gutes Endergebnis ist entscheidend, dass der Haaransatz natürlich ist (etwa mit Wirbeln und Wellen).
Der ästhetische Chirurg Werner Mang meinte 2024, seit sich Fußballtrainer Jürgen Klopp und Finanzminister Christian Lindner geoutet haben, dass sie eine Haartransplantation vorgenommen haben, sei in diesem Bereich „ein richtiger Boom entstanden“.

## Methoden der Haarverpflanzung

### Punch
Die Punch- oder auch Stanztechnik ist die älteste Methode. Shōji Okuda verpflanzte mit 4-mm-Zylindern behaarte Hautteile. Die gewonnenen Transplantate erzeugten sehr unnatürliche, büschelartige Ergebnisse.

### Streifen & Einsetzung Mini/Micrografts (MMG)
Diese Methode ist in Deutschland die am häufigsten anzutreffende Haarverpflanzungs-Methode. Dabei wird aus dem Haarkranz ein behaarter Hautstreifen entnommen und in sogenannte mittlere Hautteile und kleinere Hautteile mit Haarwurzeln zergliedert. Man nennt diese einzelnen Haare oder Haarinseln auch Mini- bzw. Micrografts. Danach werden dann die Grafts in die vorher vorbereiteten Gebiete eingesetzt.
Die Prozedur wird sitzend in örtlicher Betäubung durchgeführt und dauert zwischen 3 und 9 Stunden, wobei ein Großteil der Zeit zur Vorbereitung der Transplantate benötigt wird.

### Streifenentnahme & Einsetzung follikularer Einheiten (FUI bzw. FUT)
Diese Methode ist die Weiterentwicklung der Mini/Micrograft-Technik. Hier wird auch ein behaarter Hautstreifen aus dem Haarkranz entnommen. Jedoch wird dieser unter einem hochauflösenden Mikroskop in die natürlichen Bündelungen des Haares (Follikulare Einheiten) zergliedert. Diese follikularen Einheiten (Follicular Unit = FU) werden dann in die vorher vorbereiteten Gebiete eingepflanzt.

### Follicular Unit Extraction (FUE)

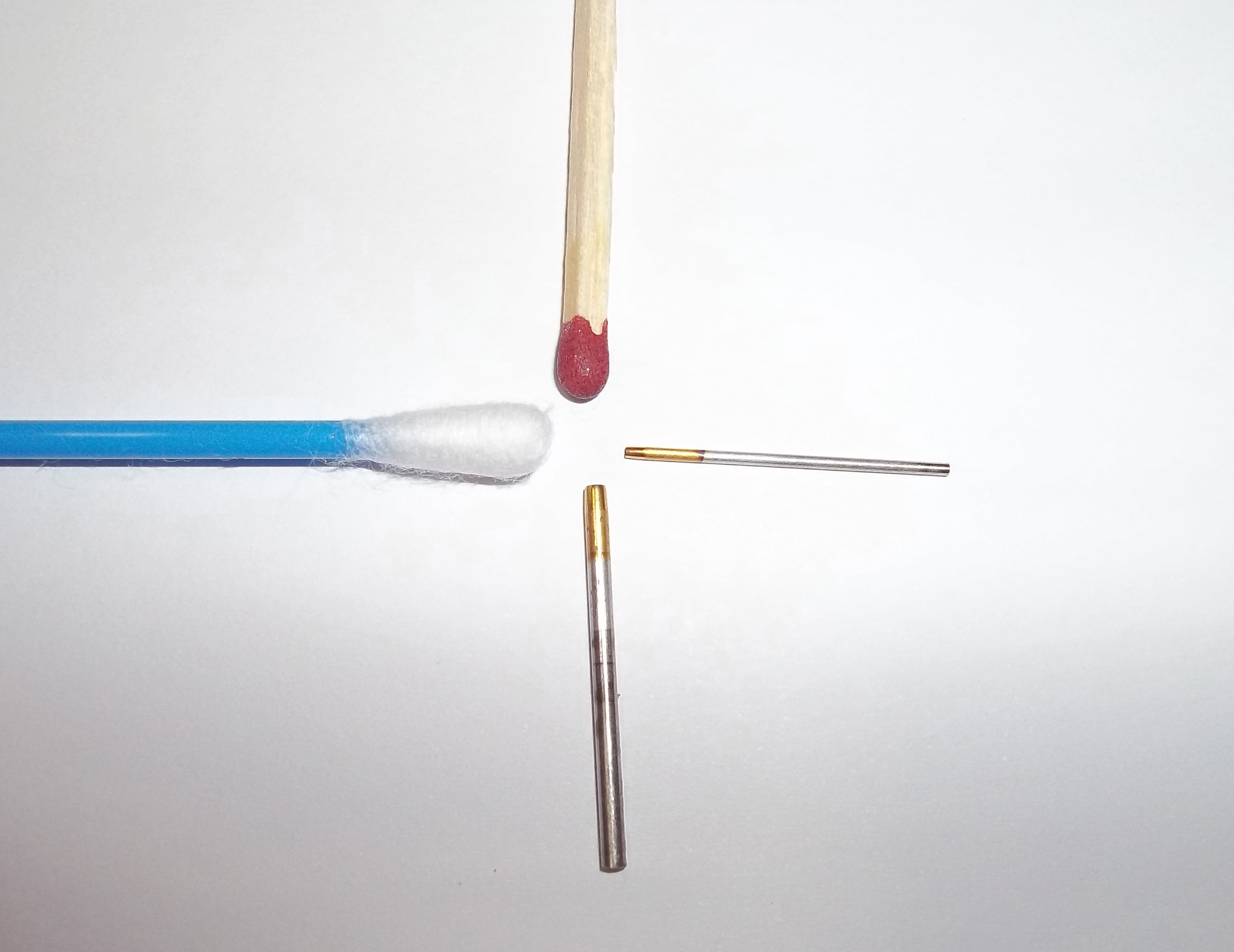
Hohlnadeln für FUE Haartransplantation

Die Follicular Unit Extraction (FUE), die Gewinnung follikularer Einheiten, bezeichnet die Entnahme, die Zwischenlagerung (Storage) und die Implantation (Insertion) follikularer Einheiten (FU). Die Einheiten sind natürliche Gruppierungen von ein bis vier (in seltenen Fällen auch fünf) Haaren, sogenannten Grafts. Diese Methode zählt zu den zurzeit modernsten Möglichkeiten der Haarverpflanzung.
Für die Haarverpflanzung sind diese follikularen Einheiten von großer Bedeutung, da Haare nicht einzeln, sondern in natürlichen Bündelungen wachsen. Bei einer FUE-Transplantation werden diese Haargruppierungen (meist aus einer Kleinstgruppe von etwa 1–5 natürlich zusammengehörenden Wurzeln) mit einer Hohlnadel aus dem Haarkranzbereich entnommen und in die entsprechenden Bereiche eingesetzt. Zum Eingriff werden Extraktions-Nadeln verwendet, die Grafts in einer Größe von 0,5 mm bis 1 mm, manche sprechen auch von 0,6 mm bis 0,9 mm, entnehmen können. Vor dem Verpflanzen erfolgt eine Prüfung auf die Gesundheit der Gruppe. Bis zur Implantation werden die Transplantate in einer Nährlösung aufbewahrt. Anschließend transplantiert der Arzt die follikularen Einheiten in die kahlen Kopfareale. Das Einsetzen erfolgt meistens mit der Pinzette in einen kleinen Hautschlitz, der mit speziell angefertigten Klingen mit einer Breite von 0,6–1,5 mm erreicht wird. Es kann auch eine Injektionskanüle verwendet werden. Zu beachten ist der richtige Winkel des Haares und eine zum Empfängerareal passende Dichte.
Großer Vorteil ist, dass die Entnahmestelle nicht genäht werden muss, sie verschließt sich eigenständig noch am selben Tag. Nach der Operation können etwa eine Woche lang kleinere Krusten sichtbar sein. Auch wenn der Verbleib kleiner punktförmiger Narben wahrscheinlich ist, sind diese mit dem bloßen Auge kaum zu erkennen. Ein weiterer großer Vorteil dieser Methode ist die Möglichkeit, auch Körperhaare zu transplantieren. Bei der Transplantation von Körperhaaren muss allerdings beachtet werden, dass diese meist eine andere Struktur und Farbe als Kopfhaare haben.
Nachteil der FUE-Methode ist der erhöhte Zeitaufwand bei der Einzelentnahme. Der Arbeitsaufwand für solch eine Behandlung ist sehr intensiv. Inzwischen gibt es Hohlnadeln, bei denen die Drehbewegung durch einen Motor erfolgt, und sie ermöglichen dadurch eine wesentlich schnellere Entnahme. Während man anfangs noch davon ausging, dass das höhere Gewicht und die größere Geschwindigkeit dieser Geräte das Risiko von Schäden am Haar oder umliegenden Gewebe mit sich bringen, ist heute zwischenzeitlich wissenschaftlich nachgewiesen worden, dass eine Motor basierte Entnahme nicht nur schneller geht (6 Minuten für 100 Grafts gegenüber 14.2 Minuten), sondern sich auch die Transsektionsrate auf ein Drittel deutlich reduziert. Das Weltforum für Haarchirurgie (ISHRS) sieht die Verwendung des Micromotors als selbstverständlich an.

### Crosspunch-Methode
Mehrfach wurde in der Literatur berichtet, dass ein ästhetisch ansprechenderes Behandlungsergebnis erzielt werden kann, wenn bei der Implantation der Transplantate der Insertionswinkel berücksichtigt wird.
Da lockiges Haar grundsätzlich die darunterliegende Kopfhaut besser kaschiert als dies bei glattem Haar der Fall ist, wird im Zuge der Crosspunch-Technik versucht, auch für glattes Haar eine bessere optische Abdeckung der Kopfhaut zu erzielen. Hierzu werden die Bohrungen in der Empfängerfläche in leicht gegeneinander abgestuften Winkeln von etwa 5 bis 8° gesetzt, sodass die später eingesetzten Transplantate ebenfalls einen leichten Neigungswinkel zueinander aufweisen. Auf diese Weise wird der Effekt eines besseren Kopfhautabdeckung, den lockiges Haar von Natur aus bereits mit sich bringt, auch für glattes Haar ermöglicht.
Um ein natürlich wirkendes Resultat zu erzielen, muss beachtet werden, dass bei der Rekonstruktion der Haarlinie die natürliche Wuchsrichtung der Haare berücksichtigt wird und die Crosspunch-Technik erst nach der Rekonstruktion der Haarlinie eingesetzt wird.

### Haarausfall bei Frauen
Der Haarausfall bei Frauen hat oft genetische Ursachen, wobei Schilddrüsenkrankheiten oder hormonelle Veränderungen oft die Auslöser sind. Nicht nur der Haarverlust selbst, sondern auch immer dünner werdende Haare können die Folge sein. Hierbei ist eine medikamentöse Behandlung meist ausreichend. Ursachen für den Haarverlust können körperliche oder psychische Belastungen sein. Folgende Faktoren können einen Verlust der Kopfbehaarung auslösen: hormonelle Veränderungen (Menopause), Hautkrankheiten, Operationen, Schilddrüsenprobleme, Schwangerschaft, extremer Stress.

## Medikation und Postoperatives Schmerzmanagement
Vor einer OP wird zur prämedikamentiven Angstlösung häufig ein mittellang wirksames Benzodiazepin, wie Lorazepam, oder Alprazolam verabreicht. Während der OP wird zur Schmerzausschaltung der Spender- und Haareinsetzbereich weitreichend mit einer Lidocain-Adrenalinkomposition (ähnlich einer Zahnarztnarkose) lokal anästhesiert. Eine Vollnarkose ist nicht nötig, gerade da der Vorgang, z. B. im Vergleich zu den meisten Liposuktionen, weniger invasiv ist, allerdings kann für den Patienten ein 'Dämmerschlaf' die Prozedur angenehmer gestalten. Hierbei bieten sich vor allem niedrige Dosen aus Propofol, Midazolam, Fentanyl, oder auch Ketamin an, welche i. V. verabreicht werden, wobei letztere beiden Substanzen ebenfalls analgetisch wirken können, sollte die Schmerzausschaltung mittels Lidocain nicht genügen.
Prophylaktisch werden nach der OP üblicherweise Antibiotika und Glucocorticoide (Cortison, Hydrocortison) verordnet. Um Entzündungen, beziehungsweise übermäßigen Flüssigkeitsansammlungen vorzubeugen. Die Schmerzen nach der Operation halten sich für gewöhnlich in Grenzen. Sollten Beschwerden auftreten, haben sich hierbei Ibuprofen, Diclofenac, Naproxen, oder Metamizol bewährt, häufig in Kombination mit Protonpumpenhemmern (‚Magenschutz‘). Bei stärkeren post-operativen Beschwerden, oder Komplikationen auch schwache Opioide, wie Tilidin oder Tramadol. Auf Acetylsalicylsäure (ASS) sollte wegen einer möglichen Nachblutungsgefahr allerdings generell verzichtet werden.
Nach der OP empfehlen viele Kliniken den Einsatz von Minoxidiltinkturen, welche 1–2 Mal täglich topisch aufgetragen werden und rezeptfrei zur Verfügung stehen, aber primär vor allem im Tonsurbereich wirksam sein soll. Systemisch kann ebenfalls der Einsatz von Finasterid in 1 mg Dosierung erfolgen, welches meist gut vertragen wird, allerdings einen nicht unerheblichen Eingriff in die physiologische Hormonchemie darstellt und daher einer ärztlichen Verschreibungspflicht unterliegt. Finasterid gilt als wirksames Mittel um bei den meisten Patienten weiteren Haarausfall zu verhindern, und neuen Haarwuchs anzuregen. Auch der 'Shock Loss' nach der Haartransplantation, kann durch Einsatz von Finasterid evidenzbasiert vermindert werden. Neben der systemischen Form, existieren auch Finasterid-haltige Fertigarzneimittel zur topischen Anwendung, welche allerdings als weniger wirksam gelten.

## Kosten einer Haartransplantation
Die Kosten der Haartransplantation richten sich in der Regel nicht nach der Fläche, sondern nach der Anzahl der Transplantate. Durch eine Pauschalierung der Kosten pro verpflanzter follikularer Einheit können Berechnungsprogramme bei der Darstellung der zu erwartenden Kosten helfen. Eine exakte Berechnung der benötigten follikularen Einheiten ist jedoch auch damit nicht möglich, da bei der Kostenabschätzung auch die Dichte der Haare in der der Zielregion benachbarten Zone mit einbezogen werden müssen. Aus diesem Grund können die genauen Kosten nur nach einer Untersuchung oder mit Hilfe von Fotografien der betroffenen Bereiche angegeben werden.
Außerdem unterliegt die Haartransplantation regional teils erheblichen Schwankungen und ist so beispielsweise in der Türkei oder in Indien deutlich günstiger als in Deutschland. Hierdurch hat sich über die letzten Jahre ein extensiver Medizintourismus gebildet. Nicht zuletzt auch, da besonders Haartransplantationen mit vielen Grafts sehr zeitintensiv sein können. So ist für die Prozedur eine Dauer von mehreren Stunden nicht unüblich und ist schlussfolgernd auch dementsprechend personal- und kostenaufwendig.

## Behandlungsmöglichkeiten
Durch Einsatz von Micrografts/FUE kommt die Haartransplantation (Eigenhaarwurzelverpflanzung) heute nicht nur im Oberkopfbereich bei erblich bedingtem Haarausfall (Alopecia androgenetica), sondern u. a. auch bei
- Rekonstruktion von Augenbrauen
- Wimperntransplantation nach Alopecia mechanica
- Bartersatz nach Hasenschartenkorrektur
- Ersatz von Schamhaaren
- narbige traumatische Alopezie
- ausgebrannte Alopecia areata
- Alopecia triangularis congenita

zum Einsatz.